# Ipratropijum
Ipratropijum (INN) (Atrovent, Apovent, Aerovent) je antiholinergijski lek koji se koristi za lečenje hronične opstruktivne bolesti pluća i akutne astme. On blokira muskarinske acetilholinske receptore u glatkim mišićima bronhija pluća, čime se one otvaraju.

## Upotreba
Primenjuje se udisanjem u lečenju hronične opstruktivne bolesti pluća. Ipratropijum se isto tako koristi u kombinaciji sa salbutamolom pod imenima Kombivent i Duoneb (rasprašivač) za kontrolu hronične opstruktivne bolesti pluća i astme, i sa fenoterolom (trgovačka imena: Duovent i Berodual N) za tretiranje astme.
Ipratropijum može da redukuje rinoreju, mada ne pomaže pri zapušenju nosa.

## Kontraindikacije
Nisu poznate kontraindikacije za inhalirani ipratropijum, osim hipersenzitivnosti na atropin i srodne supstance. Za oralnu primenu, kontraindikacije su slične kao i kod drugih antiholinergika; one obuhvataju uskougaoni glaukom i opstrukcije gastrointestinalnog trakta i urinarnog sistema.

## Literatura
- Haberfeld, H, ур. (2009). Austria-Codex (на језику: German) (2009/2010 изд.). Vienna: Österreichischer Apothekerverlag. ISBN 978-3-85200-196-8.
- Dinnendahl, V, Fricke, U, ур. (2010). Arzneistoff-Profile (на језику: German). 2 (23 изд.). Eschborn, Germany: Govi Pharmazeutischer Verlag. ISBN 978-3-7741-98-46-3.